# Unità speciale scomparsi
Unità speciale scomparsi (Desaparecidos) è una serie televisiva drammatica spagnola, creata da Javier Ugarte, Jorge Guerricaechevarría e Patxi Amezcua e prodotta da Mediaset España e Amazon in collaborazione con Plano a Plano nella prima stagione e Unicorn Content dalla seconda stagione. È distribuita sul servizio di streaming Amazon Prime Video dal 19 giugno 2020 e trasmessa in televisione su Telecinco dal 2 maggio 2022.
In Italia la serie è distribuita in esclusiva sul servizio di streaming Mediaset Infinity dal 5 luglio 2023.

## Trama
L'ispettore Sonia Ledesma, recentemente incorporata nel Gruppo 2 delle persone scomparse della Brigata Centrale, dopo aver vissuto la scomparsa di una persona cara, trova una nuova famiglia nei suoi colleghi Rodrigo, Sebas, Azhar e nell'ispettore capo Santiago Abad. Il gruppo cerca di risolvere i casi più strani di persone scomparse.

## Episodi
| Stagione         | Episodi | Pubblicazione | Pubblicazione | Prima TV Spagna |
| Stagione         | Episodi | Spagna        | Italia        | Prima TV Spagna |
| ---------------- | ------- | ------------- | ------------- | --------------- |
| Prima stagione   | 13      | 2020          | 2023          | 2022            |
| Seconda stagione | 8       | 2022          | 2024          | 2023            |
| Terza stagione   | 8       | 2022          | inedita       | inedita         |

## Personaggi e interpreti

### Personaggi principali
- Santiago Abad, interpretato da Juan Echanove, doppiato da Gerolamo Alchieri.
- Carmen Fuentes Vallejo, interpretata da Elvira Mínguez, doppiata da Antonella Giannini.
- Rodrigo Medina (stagione 1), interpretato da Maxi Iglesias, doppiato da Gabriele Vender.
- Sonia Ledesma Oliveira, interpretata da Michelle Calvó, doppiata da Rossa Caputo.
- Sebastián "Sebas" Cano Novillo, interpretato da Chani Martín, doppiato da Riccardo Scarafoni.
- Azhar García, interpretata da Amanda Ríos, doppiata da Erica Necci.
- Rubén Ramallo (stagioni 2-3), interpretato da Edgar Vittorino.

### Personaggi ricorrenti
- Laura Fuentes (stagioni 1-2, guest stagione 3), interpretata da Lucía Barrado, doppiata da Lavinia Paladino.
- Vanesa "Vane" (stagione 1), interpretata da Alba de la Fuente, doppiata da Alice Venditti.
- Luis (stagione 1), interpretato da Álex Mola, doppiato da Emanuele Suarez.
- Andrés Pardo (stagione 1), interpretato da Víctor Manuel Martínez, doppiato da Alessio Celsa.
- María Teresa "Maite" Solsona Echevarría (stagioni 1-2, guest stagione 3), interpretata da Diana Palazón, doppiata da Chiara Gioncardi.
- Ricardo "Ricky" Montero Caballero (stagioni 1, 3, guest stagione 2), interpretato da Javier Morgade, doppiato da Lorenzo Crisci.
- Patiño (stagione 1), interpretato da Paco Manzanedo, doppiato da Stefano Crescentini.
- Ayllón (stagione 1), interpretato da Jaime Pujol, doppiato da Davide Marzi.
- Commissario Berta Velasco (stagione 1), interpretata da Eva Martín, doppiata da Roberta Greganti.
- Reina (stagione 1), interpretato da Zoe Berriatúa, doppiato da David Chevalier.
- Santos (stagione 1), interpretata da Mar Mandli, doppiata da Sophia De Pietro.
- López (stagione 1), interpretata da Marina Campos Albiol.
- Ferrán (stagione 1), interpretato da Rafael Reaño, doppiato da Luca Ciarciaglini.
- Sara (stagione 1), interpretata da Patricia Valley, doppiata da Chiara Oliviero.
- Kike (stagione 1), interpretato da Martin Aslan, doppiato da Enrico Pallini.
- Miguel (stagioni 2-3), interpretato da Andreas Muñoz.
- Nano Reyes (stagione 2), interpretato da Jon Olivares.
- Alberto "Tito" Reyes (stagione 2, guest stagione 3), interpretato da José Sospedra.
- Elena Gálvez (stagioni 2-3), interpretata da María Morales.
- Oriana Mora (stagioni 2-3), interpretata da Cinta Ramírez.
- Estela Terreros (stagione 2), interpretata da Abril Montilla.
- Marcela (stagione 2), interpretata da Gloria Albalate.
- Jorge (stagione 2), interpretato da Alfred Picó.
- Gema Cano González (stagioni 2-3, guest stagione 1), interpretata da Noa Sánchez, doppiata da Viola Soldini.
- Marta Cano González (stagioni 2-3, guest stagione 1), interpretata da Arlen Germade, doppiata da Viola Coltorti.
- Berta (stagione 2), interpretata da Alba López.
- Lidia Terreros (stagione 2), interpretata da Nina Fernández.
- Agustín Aguirre (stagioni 2-3), interpretato da Joan Carreras.
- Ousman (stagione 2, guest stagione 3), interpretato da Matías Janick.
- Mercedes González del Val (stagioni 2-3, guest stagione 1), interpretata da Elisa Lledó, doppiata da Sara Ferranti.
- Lila (stagione 2, guest stagione 3), interpretata da Mariam Merrouni.
- Omar (stagioni 2.3), interpretato da Nasser Saleh.
- Luz Castro (stagioni 2-3), interpretata da Belén López-Valcárcel.
- Félix Landajo Robledillo (stagione 2), interpretato da Javier Cifrián.
- Ramón Salgado (stagione 2), interpretato da David Rubio.
- Sohora Ulahabi (stagione 3, guest stagione 2), interpretata da Miriam Moukhles.
- Jamal Ulahabi / Pablo Romero Fuentes (stagione 3, guest stagioni 1-2), interpretato da Sergi Méndez.
- Tenente Hidalgo (stagione 3, guest stagione 2), interpretata da Pepa Gracia.
- Signor Ulahabi (stagione 3, guest stagione 2), interpretato da Hamid Krim.
- Rosa (stagione 1), interpretata da Nerea Barros.
- Teresa Valdemar "Rosa Roncal Martín" (stagione 1), interpretata da Luisa Gavasa.
- Juan Gómez (stagione 1), interpretato da Pedro Mari Sánchez.
- Gaspar Abad (stagione 1), interpretato da Luis Fernández.
- Marisa Sánchez (stagione 1), interpretata da Ana Labordeta.
- Julián (stagione 1), interpretato da Juan Carlos Naya.
- Álex Romero (stagioni 1-3), interpretato da José Luis Torrijo, doppiato da Stefano Thermes.
- Demetrio Pereira (stagione 1), interpretato da Patxi Freytez.
- Román Terreros (stagione 2), interpretato da Antonio Durán "Morris".
- Ortiz (stagioni 2-3), interpretato da Víctor Clavijo.
- Amira (stagioni 2-3), interpretata da Lucía Jiménez.
- Demetrio Romo (stagione 3), interpretato da Javier Pereira.
- Maialen (stagione 3), interpretata da Goizalde Núñez.

## Produzione
La serie è creata da Javier Ugarte, Jorge Guerricaechevarría e Patxi Amezcua, diretta da Miguel Ángel Vivas, Jacobo Martos e Inma Torrente e prodotta da Mediaset España e Amazon in collaborazione con Plano a Plano nella prima stagione e Unicorn Content dalla seconda stagione.

### Sviluppo
I 13 episodi che compongono la prima stagione sono stati pubblicati in anteprima sulla piattaforma Amazon Prime Video il 19 giugno 2020.
Il 31 dicembre 2020 la serie è stata rinnovata per una seconda stagione composta da otto episodi sotto la produzione di Unicorn Content, dopo che Mediaset España ha interrotto la collaborazione con la società di produzione Plano a Plano a causa di disaccordi finanziari e in seguito la stagione è stata presentata in anteprima sulla piattaforma Amazon Prime Video il 13 maggio 2022. Nella stessa stagione vi è stata l'uscita dell'attore Maxi Iglesias e l'ingresso dell'attore Edgar Vittorino nei panni di Rubén Ramallo.
Il 30 settembre 2021 la serie è stata nuovamente rinnovata per una terza stagione anch'essa composta da otto episodi, la quale è stata presentata in anteprima sulla piattaforma Amazon Prime Video il 7 ottobre 2022.

## Riconoscimenti
- MiM Series Awards
  - 2021: Candidatura come Miglior serie drammatica per Unità speciale scomparsi (Desaparecidos)[17]
  - 2021: Candidatura come Miglior attore drammatico a Juan Echanove[17]

- Zapping Awards
  - 2023: Candidatura come Miglior serie per Unità speciale scomparsi (Desaparecidos)